# Manfred von Knobelsdorff
Manfred von Knobelsdorff (Berlin-Spandau, 15 juni 1892 - 1965) was de eerste commandant van de Wewelsburg, een burcht die in gebruik was bij de SS.

## Leven
Manfred von Knobelsdorff was een telg uit het geslacht Knobelsdorff. Als beroepsofficier nam hij deel aan de Eerste Wereldoorlog en werd onderscheiden met het IJzeren Kruis 1914, 1e klasse. Hij verliet in 1919 het leger met de rang van Hauptmann. 
Tot 1934 was hij vertegenwoordiger van een parfumfabriek. Hij trouwde met Ilse Darré, de zuster van de minister van Voedsel en Landbouw, Richard Walther Darré. 
Van 12 februari 1934 tot 24 januari 1938 was hij de eerste Burghauptmann der Wewelsburg. In augustus 1934 ging Knobbelsdorff samen met zijn vrouw en kind wonen in de zuidvleugel van het kasteel. In 1938 ging Knobelsdorff werken voor zijn zwager in de Reichsnährstand. Dit was de overheidsdienst die productie en verkoop van landbouwproducten coördineerde. 
In de Tweede Wereldoorlog werd hij opgeroepen om dienst te doen in de Wehrmacht. Na de oorlog ging hij weer als vertegenwoordiger werken.

## Militaire carrière
- Hauptmann der Reserve:[5] 1919[4]
- SS-Sturmführer: 7 februari 1934[9]
- SS-Obersturmführer: 9 november 1934[6]
- SS-Hauptsturmführer: 28 mei 1935 (met ingang vanaf 20 april 1935)[6]
- SS-Sturmbannführer: 29 januari 1936 (met ingang vanaf 30 januari 1936)[10]
- SS-Obersturmbannführer: 24 januari 1938 (met ingang vanaf 30 januari 1938)[5]

## Lidmaatschapsnummers
- NSDAP-nr.: 718 932[5]
- SS-nr.: 112 799[5]

## Onderscheidingen
- IJzeren Kruis 1914, 1e Klasse en 2e Klasse[5][4]
- Gewondeninsigne 1918 in zwart[5]
- SS-Ehrenring[5]
- Ehrendegen des Reichsführers-SS[5]
- Erekruis voor Frontstrijders in de Wereldoorlog[5]
- Sportinsigne van de SA in brons[10]